# Điểm Rockall
Hệ thống cho điểm nguy cơ Rockall mang mục đích cố gắng xác định bệnh nhân có nguy cơ gặp hậu quả xấu theo sau xuất huyết tiêu hóa trên cấp tính. Rockall và nhiều người khác đã xác định được các yếu tố nguy cơ độc lập vào năm 1996 mà sau này khi được sử dụng đã tiên đoán chính xác tỉ lệ tử vong. Hệ thống cho điểm này sử dụng các chỉ tiêu lâm sàng (tuổi tăng dần, bệnh đi kèm, sốc) cũng như các phát hiện khi nội soi (dấu chứng điển hình, chẩn đoán của chảy máu cấp). Nó được đặt tên theo Giáo sư Tim Rockall, là nhà nghiên cứu chính và tác giả thứ nhất của các bài nghiên cứu dẫn đến sự hình thành của hệ thống này.
| Biến                          | Ghi điểm 0            | Ghi điểm 1                      | Ghi điểm 2                                       | Ghi điểm 3                        |
| ----------------------------- | --------------------- | ------------------------------- | ------------------------------------------------ | --------------------------------- |
| Tuổi                          | <60                   | 60- 79                          | >80                                              |                                   |
| Sốc                           | Không sốc             | Mạch >100 Huyết áp >100 tâm thu | Hátt <100                                        |                                   |
| Bệnh đi kèm                   | Không bệnh quan trọng |                                 | Suy tim mạn, Bệnh thiếu máu tim, bệnh quan trọng | Suy thận, suy gan, ung thư di căn |
| Chẩn đoán nội soi             | Mallory-Weiss         | Tất cả các chẩn đoán khác       | Ung thư tiêu hóa ác tính                         |                                   |
| Bằng chứng chảy máu (nội soi) | Không có              |                                 | Máu, có cục máu đông dính, mạnh máu tuôn trào    |                                   |

## Diễn giải
Tổng điểm được tính bằng phép cộng đơn giản. Một số điểm bé hơn 3 mang tiên lượng tốt nhưng nếu tổng điểm lớn hơn 8 thì có tử suất cao.